# 姫路獨協大学
姫路獨協大学（ひめじどっきょうだいがく、英語: Himeji Dokkyo University）は、学校法人獨協学園が運営する兵庫県姫路市の私立大学。略称は姫獨（ひめどく）、HDU。

## 概観

### 大学全体
兵庫県の姫路市がハードウェアとしての土地建物を、学校法人獨協学園がソフトウェアとしての教育システムを、それぞれ担う初の官学協働「公私協力方式」で設置された大学で、その後全国各地に設けられた公設民営大学のモデルである。
4学部9学科（2025年度から薬学部募集停止）、大学院3研究科（2024年度から経済情報研究科のみ募集）で、法科大学院は2010年度入学者が0名であることから学生募集を停止して2013年3月31日に廃止されている。
公益財団法人大学基準協会による2010年度の大学評価ならびに認証評価が大学基準に適合と認定されている。
2021年に、学園理事長が姫路市へ「公立大学法人化に関する要望書」を提出した。その後、姫路市から「姫路獨協大学の公立大学法人化は困難である」との回答があったため大学の公立化を断念した。

### 建学の理念
「大学は学問を通じての人間形成の場である」である。

### 教育および研究
学生に教養科目として「播磨学」、高校生対象に英語スピーチコンテスト、地域住民へ市民教養講座や公開講座、をそれぞれ設ける他に、市民参加型地域連携組織「播磨会」と学内の播磨学研究所の連携などで地場との共働に傾力している。

### 学風および特色
文化会、体育会など50有余のクラブやサークルがあり、男子サッカー部、女子サッカー部、ソフトテニス部、硬式野球部、バレーボール部、剣道部、柔道部が強化クラブに指定されている。

## 沿革

### 略歴
大学誘致を目指す姫路市が設立資金と土地を提供して獨協学園との国内初公私協力で、1987年に外国語学部と法学部の2学部で開学の後に経済情報学部、医療保健学部、薬学部、看護学部を順次開設し文理6学部の総合大学となる。

### 年表
- 1881年 - 獨逸學協会設立
- 1947年 - 獨逸學協会の名を（財団法人）獨協学園に変更
- 1983年 - 学校法人獨協学園理事会で姫路市への大学新設を決議
- 1985年 - 設置認可一次申請書を文部省へ提出し、受理される
- 1986年 - 新築工事を上棟。設置認可二次申請書が受理される。姫路獨協大学設置が認可。
- 1987年 - 学舎竣工。姫路獨協大学、開学（外国語学部、法学部）。開学式と第一回入学式を挙行。
- 1989年 - 経済情報学部を開設
- 1991年 - 大学院開設（言語教育研究科修士課程、法学研究科修士課程）
- 1993年 - 経済情報研究科修士課程を開設
- 2001年 - 国際文化コミュニケーション専攻を開設
- 2004年 - 大学院法務研究科（法科大学院）を開設
- 2005年 - 外国語学部にスペイン語学科、韓国語学科を開設
- 2006年 - 医療保健学部を開設
- 2007年 - 薬学部を開設。姫路駅前に駅前サテライトキャンパスを開設。
- 2008年 - 外国語学部の6学科を1学科2専攻に統合
- 2013年 - 法科大学院法務研究科を廃止（31日）
- 2016年 - 外国語学部、法学部、経済情報学部を統合して人間社会学群を開設。看護学部を開設。
- 2019年 - 医療保健学部こども保健学科募集停止
- 2024年 - 大学院（言語教育研究科修士課程と法学研究科修士課程の募集停止）
- 2025年 - 薬学部医療薬学科募集停止予定

## 基礎データ

### 所在地
- 姫路キャンパス 兵庫県姫路市上大野7-2-1
- 駅前サテライト 兵庫県姫路市白銀町20 しらさぎビル6階

### 象徴
- 校章はフラクトゥールの「D」と、姫路城のイメージである白鷺の翼を組み合わせたもので大西範明の作品である。
- 大学歌は「姫路獨協大学学歌」で、作詞は安水稔和、作曲は中村茂隆である。
- キャンパス内に記念碑「三想」が設置されている。

## 組織

### 学部
- 人間社会学群（産業経営学類）
- 医療保健学部
  - 理学療法学科
  - 作業療法学科
  - 言語聴覚療法学科
  - 臨床工学科
- 看護学部（看護学科）

### 大学院
昼夜開講制を実施
- 経済情報研究科
  - 経済情報専攻（修士課程）
    - 会計コース
    - マネジメントコース
    - 情報システムコース
    - 自由設計コース

## キャンパス
- 本学：〒670-8524 兵庫県姫路市上大野7丁目2番1号。大学前に神姫バスの停留所が設けられている。
  - 本館、図書館、講義棟、医療保健学部棟、薬学部棟、体育館、創立15周年記念館、厚生棟、学生会館、サークル棟3棟、陸上競技場、サッカーグラウンド、野球場、テニスコート5面、一般グラウンド、弓道場、薬草生態園、駐車場3箇所、駐輪場がある。
  - サッカーグラウンド、野球場、テニスコート、グラウンドにはナイター用照明が設備されている。
  - 図書館は学外者も利用可能である。
  - 学生会館に姫路市総合福祉通園センタールネス花北が運営する「Cafe ぴあのぴぁ～の」が設けられている。
- サテライト校舎：姫路市白銀町20番地 しらさぎビル6階。姫路駅と山陽姫路駅からおよそ徒歩3分である。
  - 2012年3月までは姫路市駅前町242 IMAGE21ビル7階であった。

## 対外関係

### 地方自治体との協定
- 連携協力協定(2007年締結)
  - 姫路市

### 独立行政法人との協定
- 「海外日本語インターンプログラム」業務提携(2011年締結)
  - 国際交流基金

### 特別民間法人との協定
- 姫路獨協大学・兵庫県行政書士会 学術交流協定(2014年締結)
  - 兵庫県行政書士会

### 他大学との協定
- 大学コンソーシアムひょうご神戸(2006年締結)

### 提携先機関大学
- アメリカ合衆国
  - ハワイ大学カピオラニ校
  - ハワイパシフィック大学
  - ルイス&クラークカレッジ
- カナダ
  - アルバータ大学
- イギリス
  - ロンドン大学ロイヤルホローウェイ校
- スペイン
  - バレンシア大学
- ドイツ
  - ライプツィヒ大学
  - ゲーテ・インスティトゥート
- オーストラリア
  - 西オーストラリア大学
  - マードック大学
  - イーデスコーワン大学
  - グリフィス大学
  - サンシャインコースト大学
- ニュージーランド
  - ワイカト大学
- 中国
  - 南開大学
  - 北京大学
  - 太原大学
  - 広東工業大学
  - 肇慶学院
- 台湾
  - 国立高雄第一科技大学
  - 国立屏東商業技術学院
- 韓国
  - 国民大学校
  - 慶熙大学校
  - 慶南大学校
- シンガポール
  - SEAMEO Regional Language Centre
- タイ
  - アジアン・スカラーズ大学

### 系列校
- 獨協大学
- 獨協医科大学
  - 獨協医科大学附属看護専門学校
  - 獨協医科大学附属看護専門学校三郷校
- 獨協中学校・高等学校
- 獨協埼玉中学校・高等学校

## 著名な出身者
- 姫路獨協大学の人物一覧